# Чемпионат мира по футболу среди женщин 2023. Группа B
Матчи группы B женского чемпионата мира 2023 года прошли с 20 по 31 июля 2023 года. В группе сыграли сборные Австралии (хозяева турнира), Ирландии, Нигерии и Канады. В плей-офф вышли сборные Австралии и Нигерии — команды, занявшие первое и второе место в группе.

## Команды
| Позиция при жеребьёвке | Команда   | Корзина | Конфедерация | Метод квалификации                            | Дата квалификации | Участие в финальном турнире | Последнее участие | Лучший результат                 | Рейтинг ФИФА | Рейтинг ФИФА |
| Позиция при жеребьёвке | Команда   | Корзина | Конфедерация | Метод квалификации                            | Дата квалификации | Участие в финальном турнире | Последнее участие | Лучший результат                 | Октябрь 2022 | Июнь 2023    |
| ---------------------- | --------- | ------- | ------------ | --------------------------------------------- | ----------------- | --------------------------- | ----------------- | -------------------------------- | ------------ | ------------ |
| B1                     | Австралия | 1       | АФК          | Хозяева                                       | 25 июня 2020      | 8-е                         | 2019              | Четвертьфинал (2007, 2011, 2015) | 13           | 10           |
| B2                     | Ирландия  | 3       | УЕФА         | 2-е место в плей-офф отборочного турнира УЕФА | 11 октября 2022   | 1-е                         | —                 | —                                | 24           | 22           |
| B3                     | Нигерия   | 4       | КАФ          | 4-е место на Кубке африканских наций 2022     | 14 июля 2022      | 9-е                         | 2019              | Четвертьфинал (1999)             | 45           | 40           |
| B4                     | Канада    | 2       | КОНКАКАФ     | Финалист Чемпионат КОНКАКАФ 2022              | 8 июля 2022       | 8-е                         | 2019              | 4-е место (2003)                 | 7            | 7            |

Примечание:
1. ↑  Рейтинги октября 2022 года использовались при проведении финальной жеребьёвки.

## Таблица
| Поз | Команда       | И | В | Н | П | МЗ | МП | РМ | О | Квалификация     |
| --- | ------------- | - | - | - | - | -- | -- | -- | - | ---------------- |
| 1   | Австралия (Х) | 3 | 2 | 0 | 1 | 7  | 3  | +4 | 6 | Выход в плей-офф |
| 2   | Нигерия       | 3 | 1 | 2 | 0 | 3  | 2  | +1 | 5 | Выход в плей-офф |
| 3   | Канада        | 3 | 1 | 1 | 1 | 2  | 5  | −3 | 4 |                  |
| 4   | Ирландия      | 3 | 0 | 1 | 2 | 1  | 3  | −2 | 1 |                  |

В 1/8 финала вышли:
- победитель группы B (Австралия), который сыграл с командой, занявшей второе место в группе D (Дания);
- команда, занявшая второе место в группе B (Нигерия), сыграла с победителем группы D (Англия).

## Матчи
Время начала матчей указано местное.

### Австралия — Ирландия
Изначально планировалось, что матч пройдёт на стадионе «Сидней», однако из-за высокого спроса на билеты в январе ФИФА объявила о переносе игры на стадион «Австралия».
| Австралия        | 1:0   | Ирландия |
| ---------------- | ----- | -------- |
| Кетли 52′ (пен.) | Отчёт |          |

### Нигерия — Канада
| Нигерия | 0:0   | Канада |
| ------- | ----- | ------ |
|         | Отчёт |        |

### Канада — Ирландия
| Канада                           | 2:1   | Ирландия   |
| -------------------------------- | ----- | ---------- |
| Коннолли 45+5′ (авт.) · Леон 53′ | Отчёт | Маккейб 4′ |

### Австралия — Нигерия
| Австралия                          | 2:3   | Нигерия                             |
| ---------------------------------- | ----- | ----------------------------------- |
| Ван Эдмунд 45+1′ · Коннолли 90+10′ | Отчёт | Кану 45+6′ · Охале 65′ · Ошоала 72′ |

### Канада — Австралия
| Канада | 0:4   | Австралия                                      |
| ------ | ----- | ---------------------------------------------- |
|        | Отчёт | Расо 9′, 39′ · Фаулер 58′ · Кетли 90+4′ (пен.) |

### Ирландия — Нигерия
| Ирландия | 0:0   | Нигерия |
| -------- | ----- | ------- |
|          | Отчёт |         |